# Fürstentum Goroden

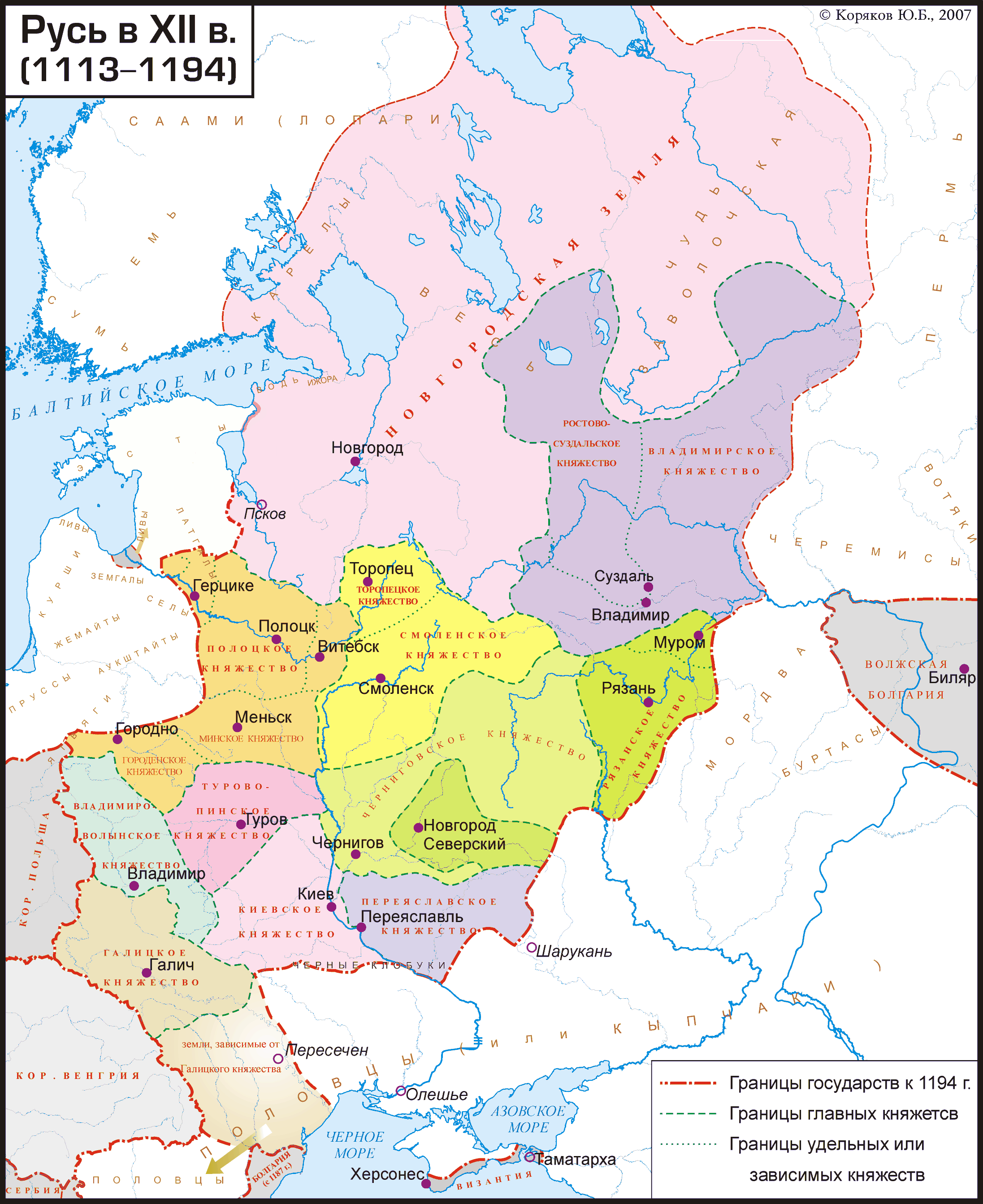
Die Kiewer Rus zwischen 1113 und 1194. Das Fürstentum Goroden umfasst den südwestlichen Teil des Fürstentums Polozk (orange)

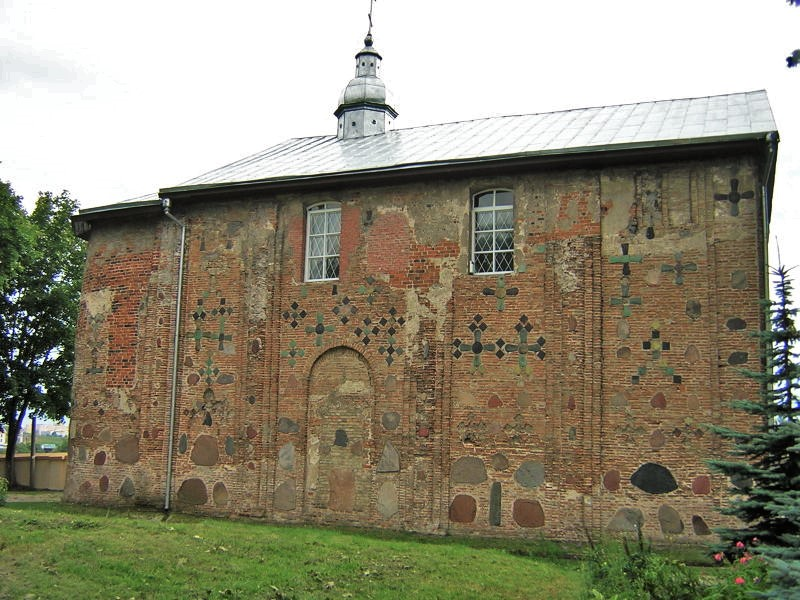
Kirche der Hl. Boris und Gleb von 1183

Das Fürstentum Goroden oder Fürstentum Gorodno war ein altrussisches Fürstentum mit dem Zentrum im heutigen Hrodna (Grodno). Es löste sich zu Beginn des 12. Jahrhunderts aus dem Fürstentum Polozk heraus und besaß nach Angaben der Chroniken eigene Fürsten aus der Rurikiden-Dynastie. Im engen Bündnis mit dem Fürstentum Kiew führte es unter Fürst Wsewolodko und seinen Nachfolgern Kriege gegen Polozk.
Das Fürstentum grenzte im Norden an die baltischen Stämme der Jatwinger und Aukschtaiten, im Westen an das Königreich Polen, im Südwesten an das Fürstentum Wolhynien, im Südosten an das Fürstentum Turow-Pinsk, im Osten an das Fürstentum Polozk bzw. an sein Teilfürstentum Minsk. Bedeutende Städte des Fürstentums waren neben Goroden Nowgorodok und Wolkowysk. Das Gebiet des Fürstentums bildete den Kern der historischen Landschaft Schwarzruthenien.
Das Fürstentum Goroden hatte eine ausgeprägte eigenständige Architekturschule, die vor allem gegen Ende des 12. Jahrhunderts ihre Blütezeit erlebte. Ihr bekannter Vertreter ist Pjotr Miloneg. Bis heute ist nur ein Bauwerk aus der Zeit des Fürstentums Goroden teilweise erhalten geblieben, die 1183 erbaute Kirche der Heiligen Boris und Gleb. Auf dem Gelände des ehemaligen Detinez von Grodno (Burg Grodno) wurden unter anderem die Palastruinen der Fürsten von Goroden ausgegraben.
Das Fürstentum Goroden ging während der mongolischen Invasion der Rus um 1240 unter, sein Gebiet wurde wenig später vom Großfürstentum Litauen einverleibt.